# Dom (titel)
Dom är en värdighetstitel i Portugal för kungen, dennes söner och närmaste manliga anförvanter samt för vissa högre adelsmän, vilka förlänades titeln och en titel för vissa benediktin- och kartusianmunkar. Den motsvarande kvinnliga titeln är Dona.